# Klaus Graf
Klaus Graf, född 21 juli 1969 i Dornhan i Landkreis Rottweil, är en tysk racerförare.

## Racingkarriär

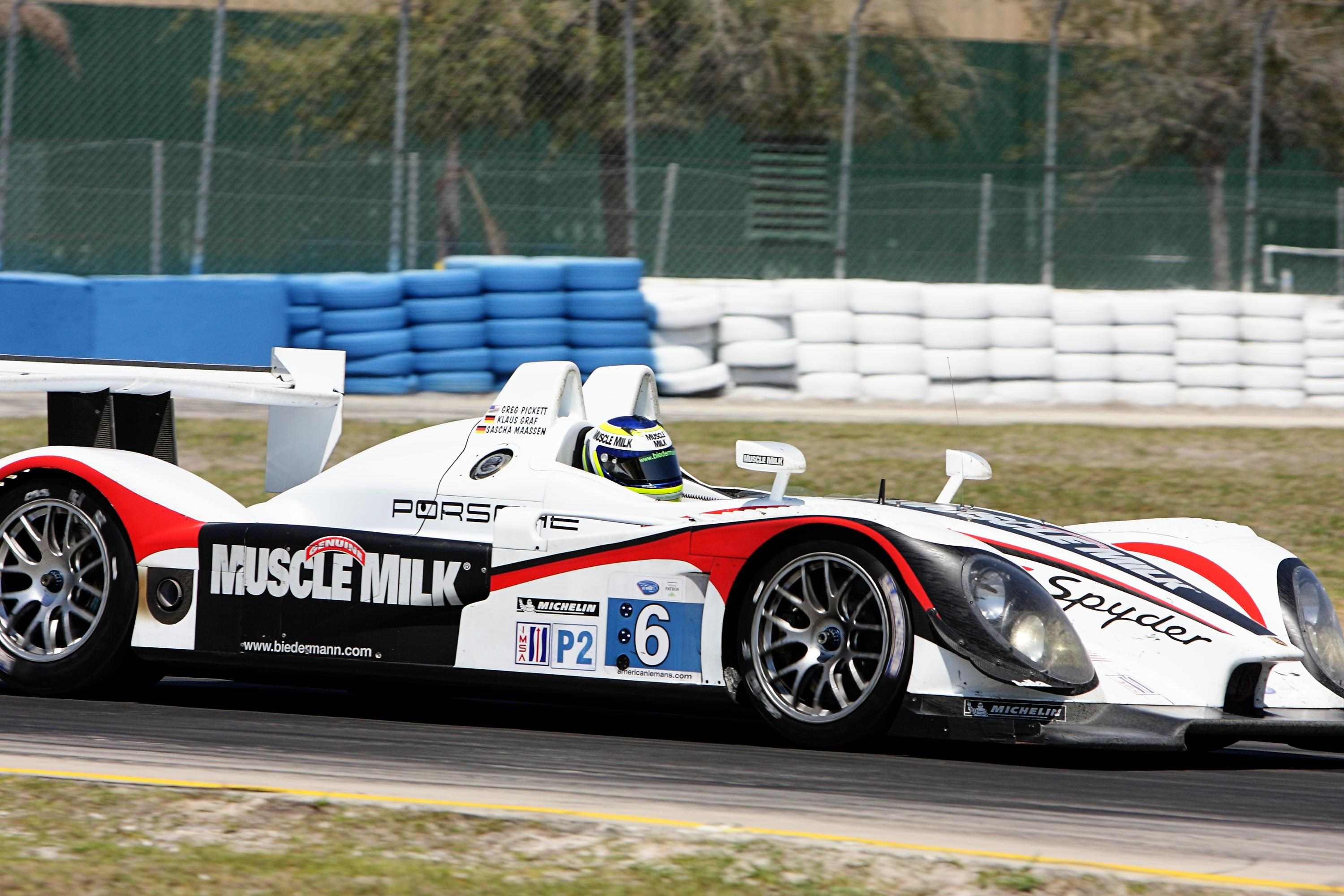
Klaus Graf i en Porsche RS Spyder på Sebring 2010.

Graf är bosatt i USA där han tävlat i racingserier som NASCAR, American Le Mans Series och Trans-Am Series. Största framgången är totalsegern i Trans-Am 2005.